# Han Cong
Han Cong (韩聪S, Hán CōngP; Harbin, 6 agosto 1992) è un pattinatore artistico su ghiaccio cinese medaglia d'oro alle Olimpiadi di Pechino 2022 e medaglia d'argento a quelle di Pyeongchang 2018 insieme a Sui Wenjing. Con Sui è stato anche due volte campione del mondo (nel 2017 e nel 2019).

## Biografia
Han ha iniziato a gareggiare in coppia insieme a Sui nel 2007, entrambi ispirati dall'esibizione di Shen Xue e Zhao Hongbo durante le Olimpiadi di Salt Lake City 2002. Nel 2009 hanno partecipato alle loro prime competizioni juniores, vincendo sia il Grand Prix sia i campionati mondiali di categoria.
Appena reduci dalla vittoria dei Campionati dei Quattro continenti, i Mondiali di Nizza 2012 hanno segnato il loro debutto senior in questa competizione, ottenendo il 9º posto. In seguito la coppia sale alla ribalta vincendo per due volte l'argento ai campionati di Shanghai 2015 e Boston 2016. Vincono il loro primo titolo mondiale ai successivi campionati di Helsinki 2017 davanti ai tedeschi Aliona Savchenko e Bruno Massot, che si rifà relegando i cinesi al secondo posto nella Finale Grand Prix 2017-18.
Han e Sui giungono secondi alle Olimpiadi di Pyeongchang 2018 distanziati, con 235.90 punti complessivi, di soli 43 centesimi dai campioni olimpici Savchenko e Massot (235.90 punti), mentre la coppia canadese formata da Meagan Duhamel ed Eric Radford ha completato il podio al terzo posto (230.15 punti).
Dopo avere conquistato per la quinta volta i Campionati dei Quattro continenti, ai Mondiali di Saitama 2019 la coppia cinese vince il suo secondo titolo davanti al duo russo Tarasova / Morozov che riescono a spodestare dal primo posto grazie al punteggio ottenuto nel programma libero.

## Palmarès
(con Sui)
| Giochi olimpici |    |    |    |    |     |    |             |    |    | 2º |    |    |    | 1º          |
| Campionati mondiali |    |    |    | 9º | 12º | 6º | 2º          | 2º | 1º |    | 1º |    | 2º |             |
| Campionati dei Quattro continenti                                                                                             |    |    |    | 1º |     | 1º | 4º          | 1º | 1º |    | 1º | 1º |    |             |
| GP Finale |    |    | 3º |    |     |    | 3º          |    |    | 2º |    | 1º |    | C           |
| GP Cup of China |    |    | 2º | 5º |     |    |             | 2º |    | 1º |    | 1º | R  | C           |
| GP NHK Trophy |    |    |    |    |     | 3º |             |    |    | 1º |    | 1º |    |             |
| GP Skate America |    |    | 3º |    |     |    |             | 1º |    |    |    |    |    |             |
| GP Skate Canada |    |    |    | 2º |     | 2º | 2º          |    |    |    |    |    |    | 1º          |
| GP Trophée de France |    |    |    |    |     |    | 2º          |    |    |    |    |    |    |             |
| GP d'Italia |    |    |    |    |     |    |             |    |    |    |    |    |    | 1º          |
| Giochi asiatici invernali |    |    | 2º |    |     |    |             |    |    |    |    |    |    |             |
| Asian Open |    |    |    |    |     |    |             |    |    |    |    |    |    | 1º          |
| Internazionali: categoria Junior                                                                                              |    |    |    |    |     |    |             |    |    |    |    |    |    |             |
| Campionati mondiali |    | 1º | 1º | 1º |     |    |             |    |    |    |    |    |    |             |
| JGP Finale |    | 1º |    | 1º |     |    |             |    |    |    |    |    |    |             |
| JGP Austria |    |    | 2º | 1º |     |    |             |    |    |    |    |    |    |             |
| JGP Bielorussia |    | 1º |    |    |     |    |             |    |    |    |    |    |    |             |
| JGP Germania |    | 1º | 1º |    |     |    |             |    |    |    |    |    |    |             |
| JGP Lettonia |    |    |    | 1º |     |    |             |    |    |    |    |    |    |             |
| Nazionali |    |    |    |    |     |    |             |    |    |    |    |    |    |             |
| Campionati cinesi | 4º | 1º | 1º | 2º |     | 2º |             |    |    |    |    |    |    |             |
| Team events |    |    |    |    |     |    |             |    |    |    |    |    |    |             |
| Giochi olimpici |    |    |    |    |     |    |             |    |    |    |    |    |    | 5º T (1º P) |
| World Team Trophy |    |    |    |    |     |    | 5º T (1º P) |    |    |    |    |    |    |             |
| GP = Grand Prix; JGP = Junior Grand Prix; T = risultato squadra; P = risultato personale; R = Ritirato; C = Evento cancellato |    |    |    |    |     |    |             |    |    |    |    |    |    |             |